# Timorhavet
Timorhavet (indonesisk: Laut Timor, portugisisk: Mar Timor, engelsk: Timor Sea) er et randhav til Det Indiske Ocean, beliggende nord for Australien og syd for øen Timor. Havområdet i øst er Arafurahavet, som er en del af Stillehavet. Den australske by Darwin er den eneste store by ved Timorhavet.
Timorhavet er 480 km bredt og dækker et område på 610.000 km². Dybeste punkt ligger i de nordlige dele af havet og er på 3300 meter. 
Under Timorhavet ligger der store olie- og gasforekomster. Australien og Østtimor er uenige om rettighederne til at udvinde olieforekomsterne, da man ikke er kommet til enighed om en delelinje i Timorhavet.
10°S 127°Ø / 10°S 127°Ø